# Retrato de un cazador
Retrato de un cazador es el sexto álbum de estudio de la banda de punk rock argentina Expulsados, publicado en el año 2009 por las discográficas Sony BMG/PopArt Discos. Fue producido por la banda y es el último álbum que cuenta con los integrantes Marcelo Expulsado (guitarra) y Bonzo Expulsado (batería), siendo también el primero y único con Martín Expulsado en bajo.
De este disco se desprenden los sencillos "El otro" y "Llueve el jueves".

## Lista de canciones
Todas las canciones compuestas por Sebastián Expulsado.

| N.º   | Título                  | Duración |  |
| 1.    | «Rompe encantos»        | 3:59     |  |
| 2.    | «Eso no se hace»        | 3:05     |  |
| 3.    | «El otro»               | 4:25     |  |
| 4.    | «Agente de la K.G.B.»   | 3:00     |  |
| 5.    | «Mordida de serpiente»  | 3:01     |  |
| 6.    | «Nunca te voy a perder» | 3:10     |  |
| 7.    | «Mi chica lunar»        | 2:26     |  |
| 8.    | «23:30»                 | 2:30     |  |
| 9.    | «Llueve el jueves»      | 2:56     |  |
| 10.   | «Gisella va a campana»  | 2:34     |  |
| 11.   | «Dame»                  | 2:16     |  |
| 12.   | «No te pude despedir»   | 4:03     |  |
| 13.   | «Perdiendo contacto»    | 3:06     |  |
| 14.   | «Deja de correr»        | 3:26     |  |
| 15.   | «Vientos de abril»      | 3:00     |  |
| 47:06 |                         |          |  |

## Créditos
Expulsados
- Sebastián Expulsado - Voz
- Marcelo Expulsado - Guitarra
- Martín Expulsado - Bajo
- Bonzo Expulsado - Batería

Músicos adicionales
- Gisella Gómez Rimbaud (Las Otras) - Coros en temas 2, 6, 14 y 15

Coproducido y Grabado por Matías Cugat en Circo Beat.